# Suy kiệt
Suy kiệt là trạng thái có thể gặp trong rất nhiều bệnh lý mà thường là các bệnh mãn tính. Suy kiệt có thể gặp trong các bệnh lao, ung thư, các bệnh tiêu hóa, hô hấp, tim mạch, tâm thần, suy thận… Dựa vào các triệu chứng cơ năng: Ăn, ngủ kém. Sút cân nhanh. Mệt mỏi, ngại vận động... kèm các triệu chứng của bệnh lý là nguyên nhân gây suy kiệt.
Suy kiệt làm cho bệnh nhân mất sức chống chọi với bệnh tật, và đây là nguyên nhân bệnh nhân tử vong trong quá trình điều trị bệnh.
Dựa vào các triệu chứng thực thể: Thăm khám phát hiện các bệnh lý là nguyên nhân gây suy kiệt. Cận lâm sàng có thể thấy thiếu máu, thay đổi các chỉ số sinh hóa, nước tiểu.....